# Roberto D'Ettorre Piazzoli
Roberto D'Ettorre Piazzoli, né le 27 avril 1942 à Rome (Latium), est un réalisateur, producteur de films ainsi qu'un cadreur et chef opérateur italien qui a fréquemment travaillé avec Ovidio G. Assonitis.

## Biographie
Né à Rome, Piazzoli a commencé à travailler pour le monde du cinéma italien au début des années 1960 comme cadreur sous la direction de réalisateurs tels que Vittorio De Sica, Damiano Damiani, Marco Ferreri, Florestano Vancini, Mauro Bolognini, Dino Risi ou Pasquale Festa Campanile.
En tant que chef opérateur, il a travaillé sur des films tels que Les Dernières Neiges de printemps et en tant que co-réalisateur (sous le pseudonyme de « Robert Barrett ») sur Le Démon aux tripes et Tentacules réalisés par Ovidio G. Assonitis ; il a également co-réalisé Laure, avec Louis-Jacques Rollet-Andriane, le mari d'Emmanuelle Arsan.

## Filmographie

### Réalisateur
- 1974 : Le Démon aux tripes (Chi sei?), coréalisé avec Ovidio G. Assonitis
- 1976 : Laure, coréalisé avec Emmanuelle Arsan et Louis-Jacques Rollet-Andriane
- 1992 : Out of Control (it), coréalisé avec Ovidio G. Assonitis